# Ventspils
Ventspils ([ˈvæntspils]ⓘ) es una ciudad situada al noroeste de Letonia, a orillas del Mar Báltico. Está a 185 km de Riga. Su nombre viene del río Venta, que la atraviesa, y significa «el castillo sobre el Venta». 

## Historia

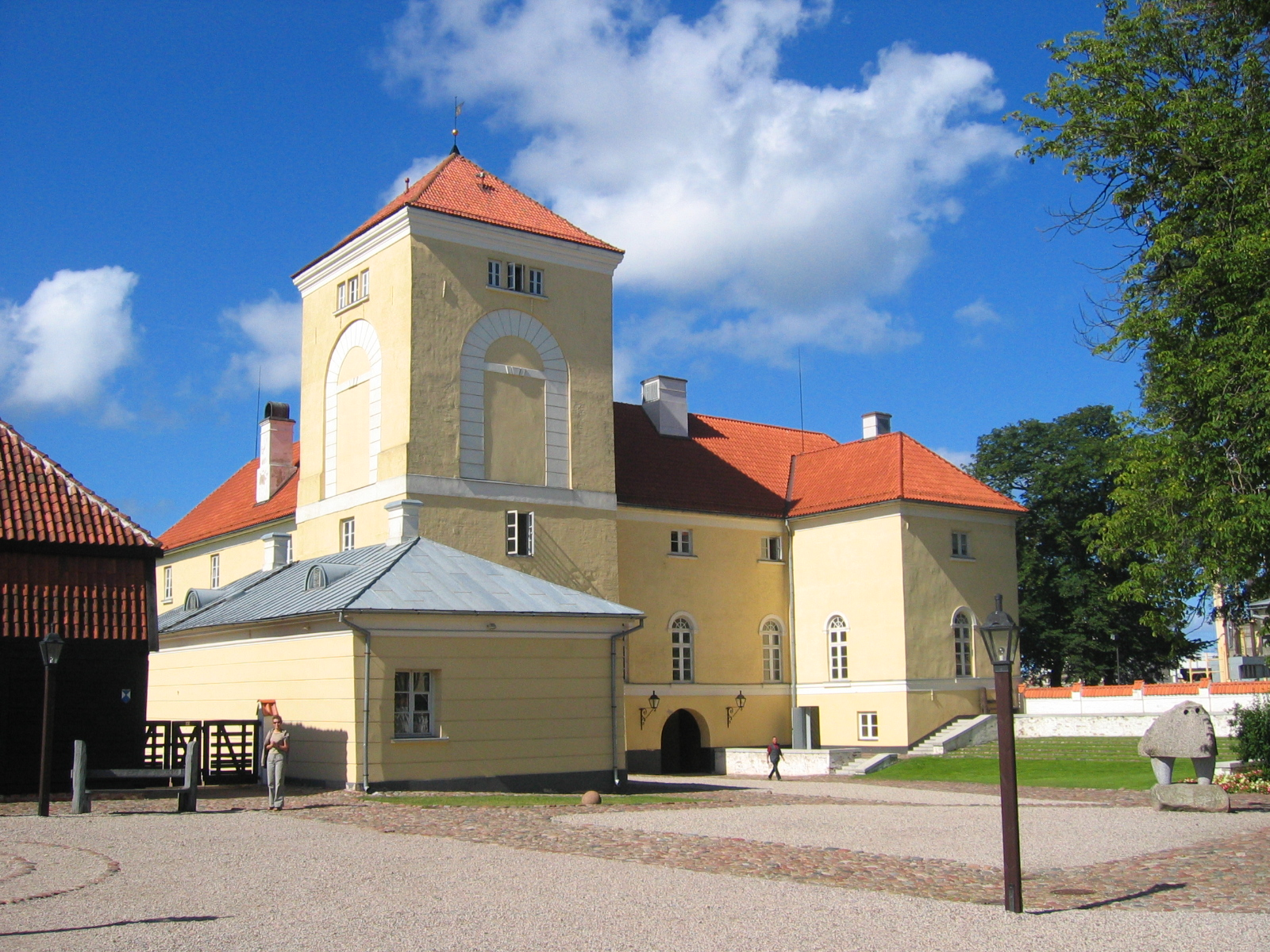
Castillo de Ventspils.

Ventspils fue construida en torno a un castillo al borde del Río Venta que pertenecía a la Orden Livona. Según el ayuntamiento, la primera mención histórica data de 1290. La villa obtuvo derechos de ciudad en 1378, y a finales del siglo XIV se había convertido en un mercado de la Liga Hanseática bajo el nombre de «Windau», con mayoría de población alemana y letona. Más tarde quedó bajo control del Ducado de Curlandia y Semigalia y se especializó en construcción naval; sus buques de guerra fueron utilizados en tiempos de Jacobo Kettler para las campañas colonizadoras de Gambia y Tobago.
La ciudad quedó parcialmente destruida a lo largo del siglo XVIII como consecuencia de las Guerras polaco-suecas, la Gran Guerra del Norte y una plaga de enfermedades que diezmó a la población. A su vez, lo que quedó del Ducado fue absorbido por el Imperio Ruso, que integró el territorio dentro de las gobernaturas del Báltico. Durante ese tiempo la localidad pasó a llamarse «Vindava».
A partir de la década de 1890 se vivió un renacimiento gracias a la construcción de la línea de ferrocarril que conectaba a Ventspils con Riga y Moscú. En ese tiempo el puerto fue reformado y se convirtió en un enclave estratégico para exportaciones del Imperio Ruso. A su vez, la población local se cuadruplicó hasta los 29.000 habitantes (1913) y por primera vez los habitantes de origen letón eran mayoría.
El estallido de la Primera Guerra Mundial conllevó la independencia de Letonia en noviembre de 1918 y la salida de casi toda la población de origen germano, lo cual dejó la cifra en 16.000 habitantes. Bajo el nuevo estado, Ventspils perdió importancia como puerto estratégico frente a la ciudad sureña de Liepāja.
En la Segunda Guerra Mundial, la ciudad fue ocupada por el Ejército Rojo en 1940 y por la Alemania nazi un año más tarde. Al terminar el conflicto, la Unión Soviética reconquistó Letonia y convirtió a Ventspils en un puerto para la exportación de petróleo crudo. A 30 kilómetros de la ciudad se habilitó el Centro Internacional de Radioastronomía (VIRAC), cuya existencia no fue revelada a la población hasta 1994. Los habitantes de etnia germana que quedaban fueron deportados, mientras que los letones perdieron presencia en favor de la comunidad rusa.
Tras la independencia de Letonia en 1991, la población letona volvió a ser mayoritaria porque buena parte de los rusos dejaron la ciudad. Desde entonces, Ventspils dejó atrás su actividad industrial para convertirse en un importante centro turístico, mediante la restauración del casco antiguo y la celebración del CowParade (2002) entre otras actividades.

## Geografía

### Ubicación
Ventspils está ubicada en el noroeste de Letonia, con un área total de 58 km² y frente al mar Báltico, algo que ha marcado su desarrollo. Aproximadamente el 38% del territorio son zonas verdes y cursos fluviales, entre ellos el río Venta que atraviesa el casco urbano y desemboca en las orillas de la ciudad.
| Noroeste: Mar Báltico | Norte: Mar Báltico | Noreste: Tārgale |
| Oeste: Mar Báltico    |                    | Este: Tārgale    |
| Suroeste: Vārve       | Sur: Vārve         | Sureste: Tārgale |

### Clima
| Parámetros climáticos promedio de Ventspils | Parámetros climáticos promedio de Ventspils | Parámetros climáticos promedio de Ventspils | Parámetros climáticos promedio de Ventspils | Parámetros climáticos promedio de Ventspils | Parámetros climáticos promedio de Ventspils | Parámetros climáticos promedio de Ventspils | Parámetros climáticos promedio de Ventspils | Parámetros climáticos promedio de Ventspils | Parámetros climáticos promedio de Ventspils | Parámetros climáticos promedio de Ventspils | Parámetros climáticos promedio de Ventspils | Parámetros climáticos promedio de Ventspils | Parámetros climáticos promedio de Ventspils |
| Mes                                         | Ene.                                        | Feb.                                        | Mar.                                        | Abr.                                        | May.                                        | Jun.                                        | Jul.                                        | Ago.                                        | Sep.                                        | Oct.                                        | Nov.                                        | Dic.                                        | Anual                                       |
| ------------------------------------------- | ------------------------------------------- | ------------------------------------------- | ------------------------------------------- | ------------------------------------------- | ------------------------------------------- | ------------------------------------------- | ------------------------------------------- | ------------------------------------------- | ------------------------------------------- | ------------------------------------------- | ------------------------------------------- | ------------------------------------------- | ------------------------------------------- |
| Temp. máx. abs. (°C)                        | 7.1                                         | 9.3                                         | 18.6                                        | 33.5                                        | 31.7                                        | 33.1                                        | 34.8                                        | 37.8                                        | 27.3                                        | 21.2                                        | 13.9                                        | 9.4                                         | 37.8                                        |
| Temp. máx. media (°C)                       | 0.5                                         | 0.5                                         | 3.5                                         | 8.8                                         | 13.5                                        | 17.2                                        | 20.8                                        | 21.0                                        | 16.7                                        | 10.8                                        | 5.4                                         | 2.4                                         | 10.1                                        |
| Temp. media (°C)                            | -0.9                                        | -1.4                                        | 1.3                                         | 6.0                                         | 10.3                                        | 14.4                                        | 17.7                                        | 17.7                                        | 13.8                                        | 8.6                                         | 4.0                                         | 0.9                                         | 7.7                                         |
| Temp. mín. media (°C)                       | -2.2                                        | -3.2                                        | -1.0                                        | 3.3                                         | 7.2                                         | 11.6                                        | 14.6                                        | 14.6                                        | 11.1                                        | 6.5                                         | 2.6                                         | -0.4                                        | 5.4                                         |
| Temp. mín. abs. (°C)                        | -20.9                                       | -22.5                                       | -15.5                                       | -4.5                                        | -1.3                                        | 1.2                                         | 1.2                                         | 7.0                                         | -1.0                                        | -4.5                                        | -14.2                                       | -18.0                                       | -22.5                                       |
| Precipitación total (mm)                    | 56.1                                        | 62.2                                        | 39.3                                        | 40.0                                        | 41.2                                        | 58.5                                        | 103.2                                       | 73.1                                        | 62.1                                        | 85.8                                        | 59.3                                        | 72.4                                        | 753.2                                       |
| Días de precipitaciones (≥ 1 mm)            | 12.1                                        | 10.2                                        | 7.4                                         | 8.4                                         | 7.3                                         | 8.8                                         | 8.8                                         | 9.1                                         | 9.7                                         | 13.4                                        | 12.7                                        | 14.9                                        | 122.8                                       |
| Horas de sol                                | 21.2                                        | 50.4                                        | 128.1                                       | 174.4                                       | 322.2                                       | 268.8                                       | 270.4                                       | 149.2                                       | 127.6                                       | 103.3                                       | 24.4                                        | 25.1                                        | 1665.1                                      |
| Fuente: infoclimat.fr                       |                                             |                                             |                                             |                                             |                                             |                                             |                                             |                                             |                                             |                                             |                                             |                                             |                                             |

## Demografía
Con una población de 41431 habitantes según el censo de 2012, Ventspils es la sexta ciudad más habitada de Letonia y la segunda de la región oeste, por detrás de Liepāja.
En lo que respecta a grupos étnicos, los letones son mayoría con un 55.3% y existe una importante comunidad rusa (28.5%). El resto son ucranianos (4.7%), bielorrusos (4.4%), romanís (2.7%) y polacos (1.1%).

## Organización político-administrativa
La ciudad está gobernada por el Ayuntamiento de Ventspils, cuyos representantes se eligen cada cuatro años en las elecciones municipales. El alcalde desde 1988 es Aivars Lembergs, primero bajo el Partido Comunista (1988-1990) y desde la independencia como líder de la agrupación regional «Por Letonia y Ventspils», vinculada a la Unión de Verdes y Campesinos. 
Ventspils es independiente del municipio de Ventspils, pues esa entidad fue creada en 2009 para unificar la gestión de las parroquias de los alrededores.

## Ciudades hermanadas
Ventspils está hermanada con las siguientes ciudades:
- Lorient, Francia (1974)
- Västervik, Suecia (1989)
- Stralsund, Alemania (1992)
- Ningbo, China (2014)

## Deportes
- FK Ventspils